# Abu Daoud
Mohammad Daoud Oudeh (em árabe: محمد داود عودة), comumente conhecido por seu nome de guerra Abu Daoud ou Abu Dawud (Silwan, 16 de agosto de 1937 - Damasco, 3 de julho de 2010) foi um palestino conhecido como o planejador, arquiteto e mentor do massacre de Munique. Ele serviu em várias funções de comando nas unidades armadas da Fatah no Líbano e na Jordânia.

## Biografia
Oudeh nasceu em Silwan, Jerusalém Oriental, em 1937. Ele era um professor por formação. Ele ensinou física e matemática na Jordânia e na Arábia Saudita. Em seguida, ele trabalhou no ministério da justiça do Kuwait e estudou direito. Ele viveu em Jerusalém até a Guerra dos Seis Dias de 1967, quando foi desalojado a partir do momento em que Israel capturou a parte oriental da cidade; ele se reassentou na Jordânia, onde se juntou à OLP. Em 1970, Abu Daoud foi um dos fundadores da Fatah. A partir de 1971, ele foi o líder do Setembro Negro, uma ramificação da Fatah criada para vingar a expulsão do Movimento Fedayeen da Jordânia em setembro de 1970 e realizar operações internacionais. O grupo ganhou notoriedade internacional por seu papel no massacre de Munique nas Olimpíadas de Munique de 1972, em que vários atletas da equipe israelense foram feitos reféns no Setembro Negro. Onze atletas israelenses e um policial alemão foram mortos no final do impasse de vários dias. Documentos descobertos em 2012 mostram que a ajuda e o apoio logístico foram fornecidos por dois neonazistas alemães, Wolfgang Abramowski e Willi Pohl. A conexão foi feita por Udo Albrecht, um neo-nazista que montou um grupo terrorista alemão de direita (Volksbefreiungs-Front Deutschland) e forneceu assistência aos palestinos em troca de instalações de treinamento na Jordânia.
Após as operações do Setembro Negro, Oudeh começou a morar na Europa Oriental e no Líbano. Ele retomou suas atividades na Fatah e na OLP em estreita colaboração com Abu Iyad e outros funcionários. Ele liderou unidades armadas no Líbano durante a Guerra Civil Libanesa. Em janeiro de 1977, Oudeh foi interceptado pela polícia francesa em Paris enquanto viajava de Beirute com um nome falso. Sob protesto da OLP, Iraque e Líbia, que alegou que, porque Oudeh estava viajando para o funeral de um companheiro da OLP, ele deveria receber imunidade diplomática, o governo francês recusou o pedido de extradição da Alemanha Ocidental com base em que os formulários não haviam sido preenchidos corretamente e colocados ele em um avião para a Argélia antes que a Alemanha pudesse apresentar outro pedido. Oudeh fugiu para a Europa Oriental, depois para o Líbano até o início da Guerra Civil Libanesa de 1975, e de volta para a Jordânia.
Em 1 de agosto de 1981, Oudeh foi baleado cinco vezes a uma distância de cerca de dois metros na cafeteria do Victoria Inter-Continental Hotel em Varsóvia, mas sobreviveu ao ataque, perseguindo seu suposto assassino antes de entrar em colapso. Oudeh alegou que a tentativa de assassinato foi realizada por um agente duplo palestino recrutado pelo Mossad, e afirmou que o suposto assassino foi executado pela OLP dez anos depois.
Após os acordos de Oslo de 1993, ele se mudou para Ramallah, na Cisjordânia. Após uma viagem à Jordânia e a publicação de suas memórias, Oudeh foi proibido de retornar a Ramallah. Ele se estabeleceu com sua família na Síria, o único país que o aceitaria. Ele vivia com uma pensão fornecida pela Autoridade Palestina e deu entrevistas à Aljazeera e outros meios de comunicação árabes e internacionais sobre sua vida, os eventos de Munique e a política palestina. Oudeh teve permissão de passagem segura por Israel em 1996, para que pudesse participar de uma reunião da OLP na Faixa de Gaza para rescindir um artigo da carta da OLP pedindo a erradicação de Israel.

## Massacre de Munique
Como comandante do Setembro Negro, Abu Daoud foi o mentor do massacre de Munique. Ele planejou a operação em julho de 1972, informou a célula de execução sobre os detalhes da operação e acompanhou os membros da célula de execução até a Vila Olímpica de táxi na madrugada do ataque. Foi na noite de 4 de setembro de 1972, um dia antes do início da operação na madrugada de 5 de setembro de 1972, que Abu Daoud informou o esquadrão de assassinos e deu instruções finais durante o jantar em um restaurante na estação ferroviária de Munique.
Em 2006, Abu Daoud deu várias entrevistas pessoais após o lançamento do filme de Steven Spielberg, Munique, que reviveu as discussões sobre o massacre. Abu Daoud permaneceu impenitente em relação ao seu papel nos ataques de Munique, afirmando na Spiegel TV da Alemanha: "Não me arrependo de nada. Você só pode sonhar que eu iria pedir desculpas". Em uma entrevista à Associated Press, ele justificou a operação alegando que foi um sucesso estratégico, declarando: "Antes de Munique, éramos simplesmente terroristas. Depois de Munique, pelo menos as pessoas começaram a perguntar quem são esses terroristas? O que eles querem? Antes de Munique, ninguém tinha a menor ideia sobre a Palestina".

## Trabalhos publicados
Ele publicou sua autobiografia Palestine: From Jerusalem to Munich em francês em 1999. Posteriormente, foi publicado em inglês como Memórias de um Terrorista Palestino, também intitulado Palestina-Uma História do Movimento de Resistência, pelo Único Sobrevivente do Setembro Negro pela Arcade Publishing em formato de capa dura. A versão em inglês está esgotada. O livro é um relato em primeira mão da ascensão do movimento de resistência palestino, desde seu início até o ataque nas Olimpíadas de Munique em 1972. Em relação ao livro e sua posterior proibição de retornar à Cisjordânia, "A decisão israelense de barrar meu retorno está ligada a um evento que aconteceu há 27 anos, a operação de Munique, que consideramos uma luta legítima contra o inimigo nós PLO) estavam lutando".
Em 1999, o Prêmio Palestino de Cultura foi concedido a Abu Daoud por seu livro Palestina: De Jerusalém a Munique, no qual ele descreve como planejou e executou a operação em Munique. Como parte do prêmio, Abu Daoud recebeu 10.000 francos franceses.

## Morte
Em 3 de julho de 2010, Daoud morreu de insuficiência renal no Hospital Al-Andalus em Damasco, Síria. Depois de um funeral na mesquita Al Wasim em Yarmouk com seu caixão envolto na bandeira palestina, ele foi enterrado no Cemitério dos Mártires do campo de refugiados palestinos de Yarmouk, na periferia sul de Damasco. Ele deixou sua esposa, cinco filhas e um filho. Sua filha Hana Oudeh, no elogio, disse que seu pai era "um grande homem amoroso e sincero cujo sonho era voltar para a Palestina". Representantes de vários grupos palestinos, incluindo Fatah e Jihad Islâmica, compareceram ao funeral. Pouco antes de sua morte, Oudeh disse em um comunicado aos israelenses: "Hoje, não posso mais lutar contra vocês, mas meu neto e os netos dele também farão".
Em uma carta de condolências à família de Abu Daoud após sua morte, o presidente da Autoridade Palestina Mahmoud Abbas escreveu: "Sua falta é sentida. Ele foi uma das principais figuras da Fatah e passou sua vida na resistência e no trabalho sincero, bem como no sacrifício físico pelas causas justas de seu povo".